# West Salem
West Salem es un barrio de Salem, Oregón, Estados Unidos, ubicado en la parte noroccidental de la ciudad. West Salem es la única parte de la ciudad que se encuentra en el condado de Polk. El río Willamette es la frontera natural entre la zona suroriental de West Salem y Salem.
En 1889 se presentó el plano catastral de West Salem, que se constituyó como tal en 1913. En 1949, la ciudad se fusionó oficialmente con Salem. La oficina de correos de West Salem comenzó a funcionar en 1938 y cesó su actividad en 1952. El antiguo Ayuntamiento de West Salem (ahora un local privado) entró en el Registro Nacional de Lugares Históricos en 1990.
Los centros educativos de West Salem que forman parte del Distrito Escolar Salem-Keizer son la Escuela Secundaria West Salem, la Escuela Intermedia Walker, la Escuela Intermedia Straub y las Escuelas Primarias Brush College, Myers, Harritt, Chapman Hill y Kalapuya. La Escuela Intermedia Straub y la Escuela Primaria Kalapuya abrieron en el otoño de 2011 y se financiaron mediante un depósito de construcción bajo finanza del Distrito Escolar Salem-Keizer.
La zona comercial de West Salem se encuentra en Edgewater Street y Wallace Road.